# Vincenzo Florio

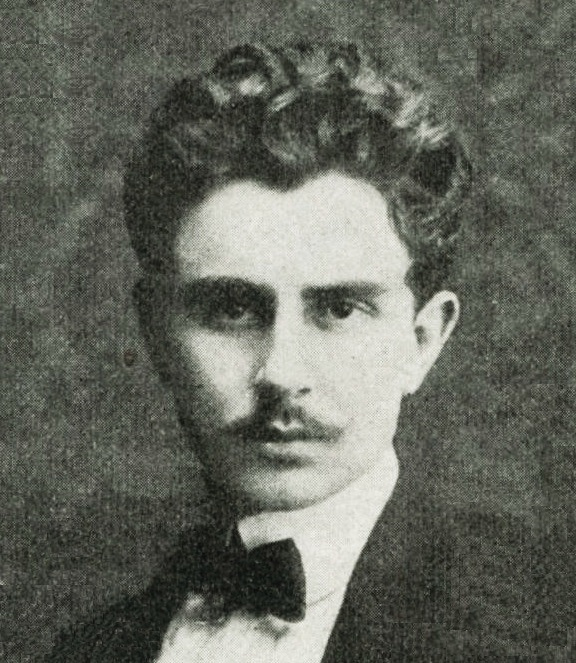
Vincenzo Florio (1905)

Vincenzo Florio (18. března 1883 Palermo – 6. ledna 1959 Épernay) byl italský podnikatel ze Sicílie, automobilový závodník, zakladatel závodu Targa Florio.

## Život
Vincenzo Florio se narodil v Palermu, jeho otcem byl Ignazio Florio (1838–1891) a jeho dědečkem Vincenzo Florio starší (1799–1868), zakladatel vinařské firmy Florio. V roce 1909 se mladý Vincenzo oženil s Anninou Alliatou di Montereale. Poté, co v roce 1911 zemřela na choleru, oženil se s Lucií Henry z francouzského Épernay.
Vincenzo, jako syn bohatého otce, byl automobilovým nadšencem. Jako první přivezl na Sicílii automobil a také uspořádal první sicilský „závod“, kterého se účastnil jeho motocykl, automobil a kůň. Zvítězil v něm kůň.
Inicioval a v roce 1905 finančně podpořil závod Coppa Florio, který se pod názvem Coppa Brescio jel poprvé v roce 1900. Florio vypsal odměnu 50 000 italských lir a dal v Paříži zhotovit pohár pro vítěze. V roce 1905 odjel Vincenzo Florio do Francie aby představil projekt závodu Targa Florio organizátorům a účastníkům Poháru Gordona Bennetta. Přítomna byla kromě Gordona Bennetta celá řada dalších významných osobností, jako například René de Knyff, Albert de Dion, bratři André a Édouard Michelin, Pierre de Caters, Felice Nazzaro, Léon Théry, Alessandro Cagno, Vincenzo Lancia, Arthur Duray, Camille Jenatzy, Charles Rolls a další.
Inspirací pro vypsání slavného závodu Targa Florio mu byl tedy jak Pohár Gordona Bennetta, tak i diskuse s úspěšným francouzským cyklistou a sportovním novinářem magazínu L'Auto Henri Desgrangem, který jej přesvědčil, aby na Sicílii mezinárodní automobilový závod uspořádal.
Florio se také automobilových závodů účastnil. Dvakrát zvítězil na trati Palermo–Cerda, vyhrál i v závodě «Targa Rignano» (Padova–Bovolenta) v roce 1903. Ten nesl jméno hraběte Rignana, což Floria později inspirovalo ke zvolení názvu Targa Florio. Účastnil se Grand Prix Francie 1906 i německého závodu Kaiserpreis v roce 1907, kde ale pro poruchu nedojel. Jel i závod Petrohrad–Moskva v roce 1908.
Vincenzo Florio zemřel v Épernay.

### Odkaz
Florio byl také malířem. Jeho díla byla představila výstava Vincenzo Florio – A taste for modernity, konaná v Palermu v roce 2003. Jeho jméno nese Via Vincenzo Florio ve městě Marsala, a od roku 1992 i letiště v Trapani (Aeroporto Vincenzo Florio di Trapani-Birgi).
Od roku 1999 je v provozu trajekt na trase Palermo – Neapol M/T Vincenzo Florio.

## Galerie

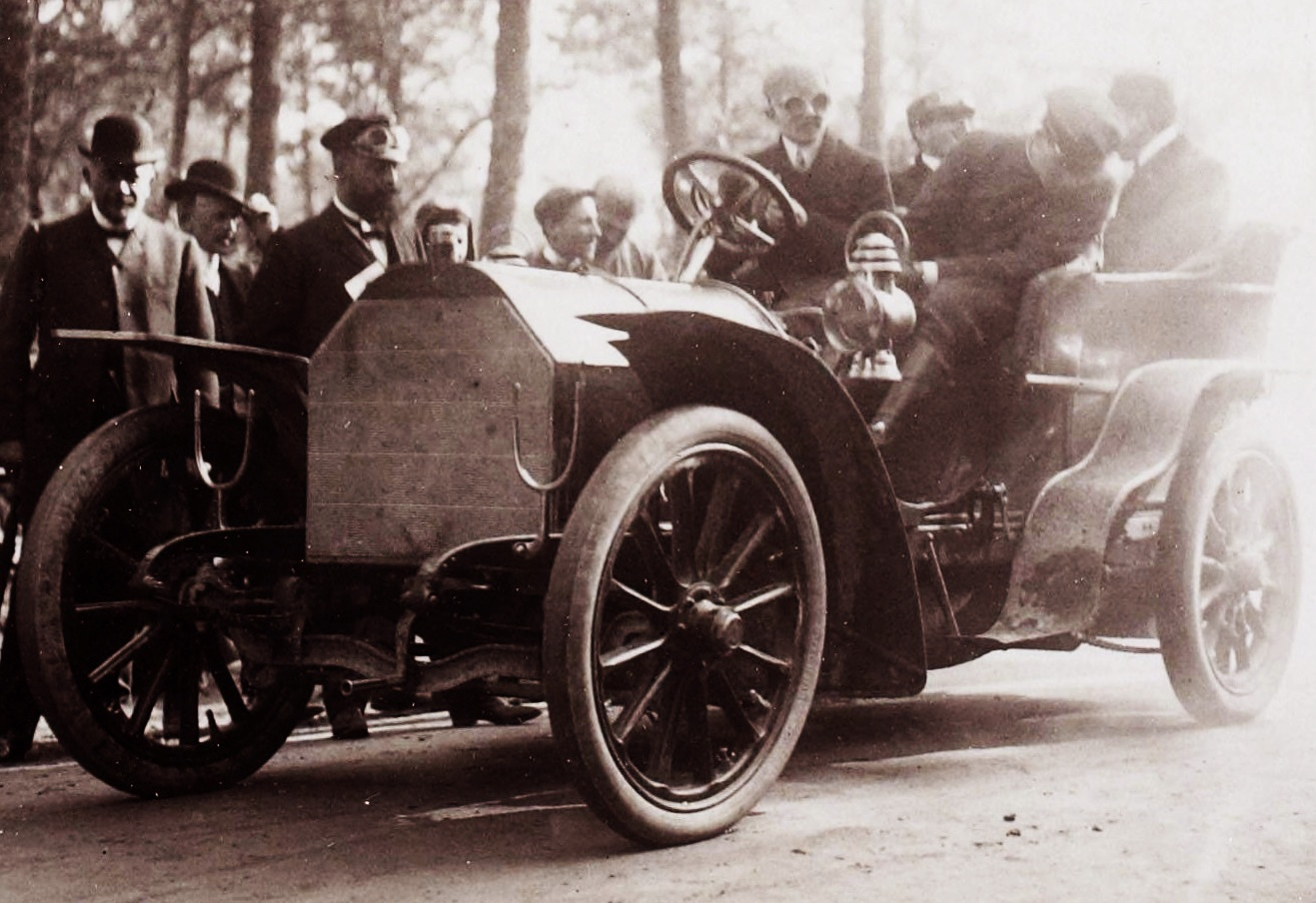
Vincenzo Florio v Dourdan v roce 1904 (Mercedes 60 hp)
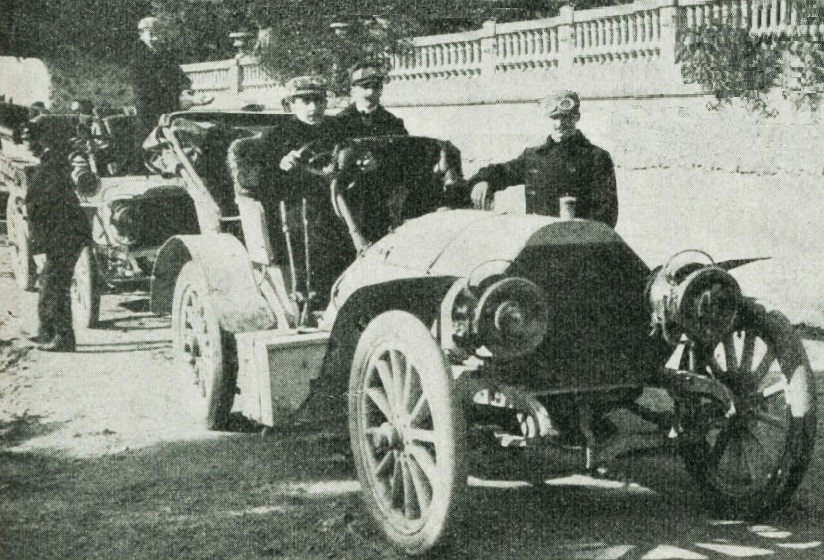
Vincenzo Florio v závodě Autoklubu v Cannes (únor 1905, Mercedes 90 hp)